# Lukachich Géza
Somorjai báró Lukachich Géza, szül. Lukachich Géza Ákos Dezső, tévesen olykor Lukacsics (Kassa, 1865. március 29. – Budapest, 1943. december 25.) császári és királyi altábornagy, katona szakíró. Az első világháborúban kezdetben Szerbiában, majd az olasz fronton harcolt. Az isonzói fronton volt parancsnok és a Monte San Gabrielénél a 20. honvéd gyaloghadosztállyal jelentős sikereket ért el (1917 szeptember-október). Ezért megkapta a tiszti arany Vitézségi Érmét. 1918-ban négy napig Budapest katonai parancsnoka volt.

## Élete

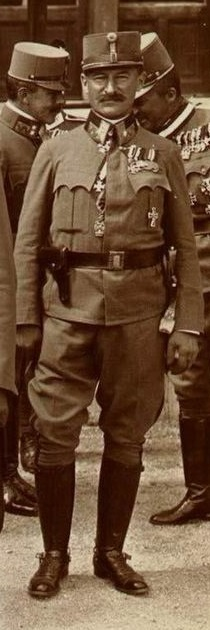
Lukachich Géza 1917

22 évesen lett hivatásos tiszt, majd elvégezte a hadiiskolát, és a honvédséghez került. 1911-től kezdve ezredparancsnok volt a monarchia hadseregében. Az első világháborúban kezdetben  az olasz fronton, 1916 novemberétől az oroszon, a következő év augusztusától ismét az olasz fronton harcolt, Doberdónál és Isonzónál volt hadosztályparancsnok, hírhedt volt a szökevények szembeni kegyetlenségéről. 1917. augusztus 17-én Mária Terézia Rendet, ezzel együtt pedig bárói címet, és nemesi előnevet (somorjai) is kapott. 1918-ban a hátországi biztosító csapatok parancsnokaként tevékenykedett. 1918. október 26-án Budapest katonai parancsnoka lett, és mindent megtett a különböző megmozdulások elfojtására, ám az őszirózsás forradalom alatt a népharag elől megmenekült, mivel a Nemzeti Tanács letartóztatta (október 30.). A következő évben nyugállományba vonult, és létrehozta a NYUKOSZ-t (Nyugalmazott Katonatisztek Országos Szövetsége), amely vezetőjeként működött, egészen 1943-as haláláig. Mindeközben pedig a Háztulajdonosok Országos Szövetsége elnöke. 1943. december 25-én reggel 4 órakor halt meg Budapesten, a III. kerületben.

## Családja

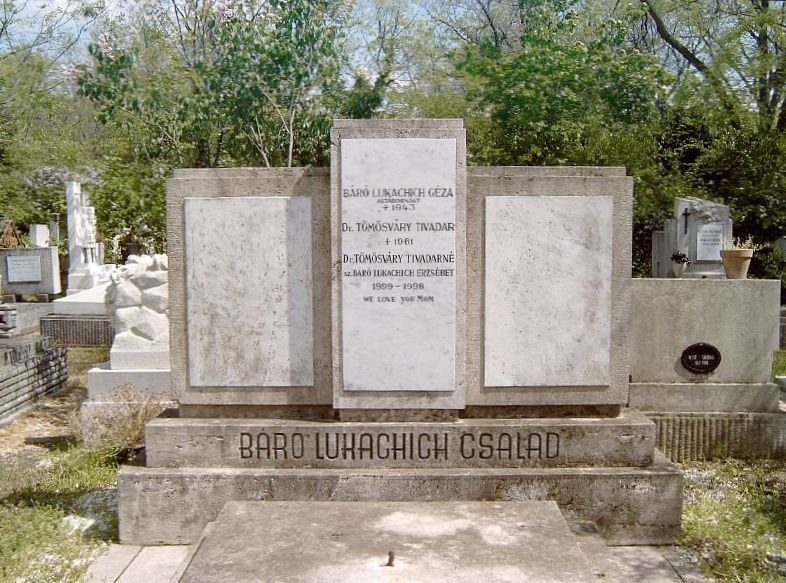
Lukachich és családjának sírja Budapesten. Új köztemető: 29/2-1-14K.

A Lukachich család sarja, apja Lukachich József, anyja Szlexy Laura. Felesége Halmos Erzsébet Gizella volt. Két gyermekük született: Lukachich Eleonóra Viktória (1902–?) és Tömösváry Tivadarné Lukachich Erzsébet (1903–?)

## Fő művei
- Magyarország megcsonkításának okai (Budapest, 1932, a NYUKOSZ kiadása; 2019, Kárpátia Stúdió Kft.[6])[7]
- A Doberdó védelme az első isonzói csatában (Budapest, 1918, Athenaeum Kiadó, online elérés)

## Fordítás
- Ez a szócikk részben vagy egészben  a   Géza Lukachich von Somorja című olasz Wikipédia-szócikk fordításán alapul.  Az eredeti cikk szerkesztőit annak laptörténete sorolja fel. Ez a jelzés csupán a megfogalmazás eredetét és a szerzői jogokat jelzi, nem szolgál a cikkben szereplő információk forrásmegjelöléseként.